# 乌鲁木齐天山国家森林公园
乌鲁木齐天山国家森林公园是位于新疆维吾尔自治区乌鲁木齐市米东区与水磨沟区的山区的国家级森林公园，于2015年获批建立。森林公园规划面积24,126.63公顷，森林覆盖率85.64%。森林公园内常见有雪岭云杉、欧洲山杨、白榆树等植物，金雕、天山马鹿、盘羊、棕熊等保护动物以及在蝴蝶谷生活的20余种蝴蝶。公园主要由哈熊沟、甘沟和石人沟三个景区构成。园内的水墨天山国家登山健身步道为国家登山健身步道。

## 地理位置与信息
乌鲁木齐天山国家森林公园地处北天山东部，博格达峰在景区的东端。公园内最高海拔3,539米，最低海拔1,214米。行政区划分上，乌鲁木齐天山国家森林公园坐落于新疆维吾尔自治区乌鲁木齐市米东区与水磨沟区的山区，森林公园最西端离乌鲁木齐市中心城区只有18千米。森林公园规划面积24,126.63公顷，森林覆盖率85.64%，林地面积21,236.06公顷。东西宽大概23千米，东部与阜康林场隔水磨河相望，西部与乌鲁木齐市相邻。南北长22千米左右，分别以祁家沟与孙家达坂为界。

## 生物资源
乌鲁木齐天山国家森林公园拥有丰富的森林植物资源。雪岭云杉林、针阔混交林、欧洲山杨林和锦鸡儿灌木林等均能在森林公园见到。平均胸径1.2米，平均树高 20至30米的雪岭云杉集中连片的分布在天山森林公园内。其下有雪岭云杉与欧洲山杨、天山桦等阔叶树混交的区域。针阔混交林会随着春秋交替的时候，出现如黄色、绿色和红色等不同颜色树叶交相呼应的景色。不连续分布的欧洲山杨林多处于多坡子沟内或山的下半部分。森林公园内海拔1200到1600米的前山带分布着锦鸡儿灌木林。另外，哈熊沟和甘沟有分布有榆树林。天山花楸、忍冬、小檗、栒子、蔷薇、绣线菊、悬钩子等混交灌木林则出现在甘沟蝴蝶谷及哈熊沟的山楂岭等地。乌拉尔的花楸树也会出现在哈熊沟的山楂岭的阴阳坡上，其中较多的山楂树分布在阳坡面积超过5公顷的土地上。
乌鲁木齐天山国家森林公园内的动物种群可分为中山森林草原动物群和低山草原灌丛动物群，其中国家一级保护动物有金雕，国家二级保护动物有天山马鹿、盘羊、棕熊、猞猁、原麝、秃鹫、雪兔、雪鸡、红隼、啄木鸟、阿波罗娟蝶等，新疆维吾尔自治区一级保护动物有狍鹿、 松鸡和沙狐。另外，森林公园内常见动物还有鹰、石鸡，松鼠、斑鸠、山雀等。乌鲁木齐天山国家森林公园内有一处蝴蝶谷，每年夏天包括榆蛱蝶、荨麻蛱蝶、绢粉蝶、小檗绢粉蝶以及阿波罗蝶等20余种蝴蝶都会生活于此，其中榆蛱蝶的数量可以超过10万只。

## 景观介绍

### 生物景观
乌鲁木齐天山国家森林公园的沟谷中的树林是不可错过的美景之一，乌鲁木齐天山森林公园由哈熊沟、甘沟、石人沟三条沿着西北-东南延伸的大沟系构成。而每条大沟系都是由若干小沟组成，每条沟系都有自己的独特景色。哈熊沟共25千米长，大东沟、小东沟、山楂沟、 榆树沟、天蓬沟、洪水沟和多坡子等支沟在哈熊沟内。哈熊沟的景观主要为针阔混交林，森林景观主要为乔木和草类。莫胡乐沟、麻杆子沟、思情沟、天桥沟、大南 沟等支沟在甘沟内。甘沟的景观则与前者不同，主要为为灌木林、河谷榆树林等阔叶林景观。有东沟、蝴蝶谷、骆驼脖子沟等支沟存在于石人沟内，此处的景观则主要以圆柏灌丛、雪岭云杉林以及天山桦林景观为主。
乌鲁木齐天山国家森林公园有不少百年古树。天山森林公园内有两处有百年历史的河谷古榆树林。其中超过930棵以白榆为主的百年树木坐落在哈熊沟河道两岸，中间掺有少量欧洲山杨、密叶杨和雪岭云杉等其他树种。这些树树龄均超过103年，平均胸径为134厘米且均超过120厘米。其中树龄最大的一棵古榆树树龄超过230年，树高23米，胸径有188厘米，冠幅9米左右且有着良好的生长状况。另一处大概有12000棵树的古榆树林位于甘沟内呈片状连续分布。这些树也以白榆树为主，有少量欧洲山杨和密叶杨分布其中。树龄80到110年之间，平均胸径为60厘米。哈熊沟峡门子管护站有一颗百年山柳，树高16米左右，胸径有70厘米，冠幅6米。形状像是一条盘龙，枝条自然垂地且有着良好的长势。另外还有一颗树龄超过120年，树高37米，胸径有116厘米，冠幅8米的密叶杨坐落在哈熊沟支沟洪水沟沟口。

### 水文景观
森林公园内有若干条河流流经。第一，水磨河。流程50千米左右的水磨河自东向南流经乌鲁木齐市东部，水磨河河道宽16米，水深平均6米，最大落差超过4米，最小落差仅刚超过1米。水源为地下水和融雪水，属于裂隙泉水补给型。水磨河年径流量超过3,000万立方米。水磨河源头有一同名瀑布，水磨瀑布距离哈熊沟17千米，瀑布高12米，宽超过4米，常年径流，是森林深处的山泉水与冰雪融水汇聚流后流经断层山崖飞泻而成。
第二，玉希布早河（哈熊沟河）全长超过20千米的玉希布早河流域为米东区东南部320公顷左右的土地。上游河谷平均85米宽，下游逐渐变宽达320米。平均水深22米，最大落差超过6米，最小落差仅1.6米，玉希布早河年径流量2,400万立方米。距离哈熊沟中心管护站5千米左右的希布早河水源源头有一处叫万瀑沟的景点，万瀑沟由丰水期时绵延近3千米的众多的瀑布、叠水构成，也因此而得名。万瀑沟平均高差1到4米，万瀑沟水源由降水、山泉水汇流而成。
第三，米东区东南部有另一条自东向西的河流为甘沟河，全长20多千米，流域面积超过280公顷，平均河宽16米，平均水深17米，最大落差超过5米，最小落差不足1米。甘沟河年径流量将近2,280万立方米。

### 人文与人造景观
乌鲁木齐天山国家森林公园石人沟蝴蝶谷以东建有一条国家登山健身步道，水墨天山国家登山健身步道。水墨天山国家登山健身步道长度为33公里左右，分为一条18公里的主线和六条15公里的辅线。步道全程有导视系统、安全系统、环保系统等配套设施。步道宽度从0.6米到1.5米不等，平均坡度10度。为了方便游客行走原来的机耕道被改建成原石路。步道呈现网状，徒步路线可选择1小时、半天或者1天的路线。水墨天山国家登山健身步道的核心区域是蝴蝶谷，所以该步道的核心特色也就是蝴蝶资源。水墨天山国家登山健身步道平均海拔1,300到1,400米，属于低山草原带。沿途可以看到公园内的雪岭云杉、白榆、欧洲山杨等森林植物景观。每年五六月份，步道两侧的野玫瑰、小檗、锦鸡儿、毛茛等植物会争相开放。蝴蝶谷分布着4000平方米停车场、服务中心、山野基地等基础设施。蝴蝶谷入口的服务中心分为集办公区、服务区、会务区、餐饮区、展览展示区和住宿区为游客提供帮助和支持。步道沿途有2个露营地、60个休息点及健身器材供游客使用。山野基地在蝴蝶谷内以青石板铺设的园路划分为办公区、服务区、 露营区、野外生存体验区、青少年营地、取水区/卫生环保区等区域。

## 评选
2012年10月，水墨天山国家登山健身步道在国家体育总局、中国登山协会的支持下正式通行。2015年1月，乌鲁木齐天山国家森林公园由中国国家林业局批准建立，乌鲁木齐天山国家森林公园由新疆天山东部国有林管理局米东分局管理。2016年，在2016中国森林旅游节暨长白山国际生态论坛上，乌鲁木齐天山国家森林公园被命名为“中国森林体验基地”。到2016年，乌鲁木齐天山国家森林公园入选了国家旅游专项储备库。2017年4月，总投资超过1亿的新疆乌鲁木齐天山国家森林公园康养基地建设项目获批并开工建设，该项目包括景区绿化工程的森林康养林的营建，康养基地设施的建设，森林康养步道建设等工程。